# هابی‌کینو، اوساکا
هابی‌کینو در استان اوساکا در کشور ژاپن واقع شده است که دارای جمعیت ۱۱۸٬۲۸۱ نفر و مساحت ۲۶٫۴۴ کیلومتر مربع با تراکم جمعیت ۴٬۴۷۴ نفر در کیلومترمربع است و در تاریخ ۱۵ ژانویه ۱۹۵۹ به عنوان شهر شناخته شد.